# Frederick Soddy
Frederick Soddy (2. září 1877 – 22. září 1956) byl anglický radiochemik, který spolu s Ernestem Rutherfordem dokázal, že radioaktivita je způsobena jadernou přeměnou prvků. Také prokázal existenci izotopů některých radioaktivních prvků. Získal Nobelovu cenu za chemii za rok 1921.

## Biografie
Narodil se v Eastbourne v Anglii. Chodil na Eastbourne College a poté na Aberystwyth University a Merton College (Oxfordská univerzita). Mezi lety 1898 a 1900 pracoval jako výzkumník na Oxford University.
V roce 1900 začal pracovat na McGill University v Montrealu (Québec, Kanada). S Ernestem Rutherfordem tam zkoumal radioaktivitu. Uvědomili si, že neobvyklé chování radioaktivních prvků je způsobeno rozpadem na jiné prvky. Tento rozpad také uvolňuje záření alfa, beta a gama. Když byla radioaktivita poprvé objevena, nevědělo se, co to způsobuje. Soddy a Rutherford prokázali, že při tomto procesu probíhá jaderná přeměna.
V roce 1903 spolu se sirem Williamem Ramsayem na University College London ověřil, že při rozpadu radia vznikají alfa částice složené z kladně nabitých jader helia. V experimentu uzavřeli radium do tenké skleněné uzavřené nádoby, kterou umístili do další skleněné nádoby s tlustší stěnou. Alfa částice byly schopné projít tenkou stěnou, ale zarazily se na tlustší stěně. Po nějaké době spektrální analýza odhalila přítomnosti helia.
Mezi lety 1904 a 1914 přednášel na University of Glasgow a v té době prokázal, že se uran rozpadá na radium. Také ukázal, že radioaktivní prvek může mít více než jednu relativní atomovou hmotnost i za stejných chemických vlastností. Pro tuto vlastnost hmoty vytvořil nový pojem izotop, což znamená „stejné místo“. Později J. J. Thomson rozšířil teorii izotopů i na neradioaktivní prvky. Soddy také ukázal, že atomové číslo se snižuje o dvě při alfa záření a při beta záření se o jedno zvyšuje.
V květnu 1910 byl zvolen členem Královské společnosti. V roce 1921 získal Nobelovu cenu za chemii za výzkum radioaktivity a za výzkum izotopů.
Jeho objevy z pole radioaktivity inspirovaly H. G. Wellse k napsání románu The World Set Free (1914), který je zasazen několik let do budoucnosti a ve kterém se objevují atomové bomby.
Zemřel v Brightonu v Anglii 22. září 1956. Byl po něm pojmenován kráter Soddy na odvrácené straně Měsíce.